# 8546 Kenmotsu
8546 Kenmotsu (1994 AH3) là một tiểu hành tinh vành đai chính được phát hiện ngày 13 tháng 1 năm 1994 bởi K. Endate và K. Watanabe ở Kitami.